# 日本一輪車協会
公益社団法人日本一輪車協会（にほんいちりんしゃきょうかい、Japan Unicycling Association、略称JUA）は、1978年に設立された日本国内のプロフェッショナルおよびアマチュア双方の一輪車競技を統括する団体である。国際一輪車連盟に所属する。

## 沿革
- 1978年10月 - 「日本一輪車クラブ」として設立
- 1981年7月 - 「日本一輪車協会」に改名
- 1989年7月 - 社団法人化
- 2010年1月 - 公益社団法人化

## 事業内容
- 一輪車の普及および指導
- 一輪車の競技会の開催
- 一輪車に関する競技規則の制定
- 一輪車の指導者の養成
- 一輪車の技術認定
- 一輪車に関する機関誌および図書などの制作刊行
- 一輪車に関する調査・研究
- 一輪車に関する用具の認定
- その他目的を達成するために必要な事業

## 主な主催大会
- 全日本一輪車競技大会 (レース部門)
- 全日本一輪車マラソン大会
- 一輪車トライアル&MUni競技大会
- 全日本一輪車競技大会 (ペア・グループ演技部門)
- 全日本一輪車競技大会 (ソロ演技部門)
- 全日本一輪車競技大会 (舞台演技部門)（ALL JAPAN Uni-Dancing Competition）

## 主な後援大会
- 全日本一輪車駅伝大会